# 伊利亚什
伊利亚什是波斯尼亚和黑塞哥维那实体之一波黑联邦薩拉熱窩州的市镇，位于塞拉耶佛市中心城区的西北边，因此事实上成为萨拉热窝的郊区。市镇面积为308.55平方公里，2013年人口数量为19,603人，中心城镇人口数量为4,921人。该市镇成立于1952年5月。

## 人口
2013年人口普查时伊利亚什市镇有19,603名居民：
- 波族 – 18,151 (92.6%)
- 塞族 – 421 (2.1%)
- 克族 – 382 (1.9%)
- 其他 – 649 (3.3%)